# Jarrón con lirios
Jarrón con lirios es una pintura al óleo sobre lienzo realizada en 1889 por el pintor Vincent Van Gogh. Se conserva en el Museo Van Gogh de Ámsterdam. Es una de las obras realizadas cuando se encontraba ingresado en la clínica psiquiátrica en Saint–Rémy, una localidad cercana a Arlés.
Van Gogh tiene una obra similar, con el mismo nombre, aunque conocida también como Jarrón con iris, ubicada en el Museo Metropolitano de Arte de Nueva York.

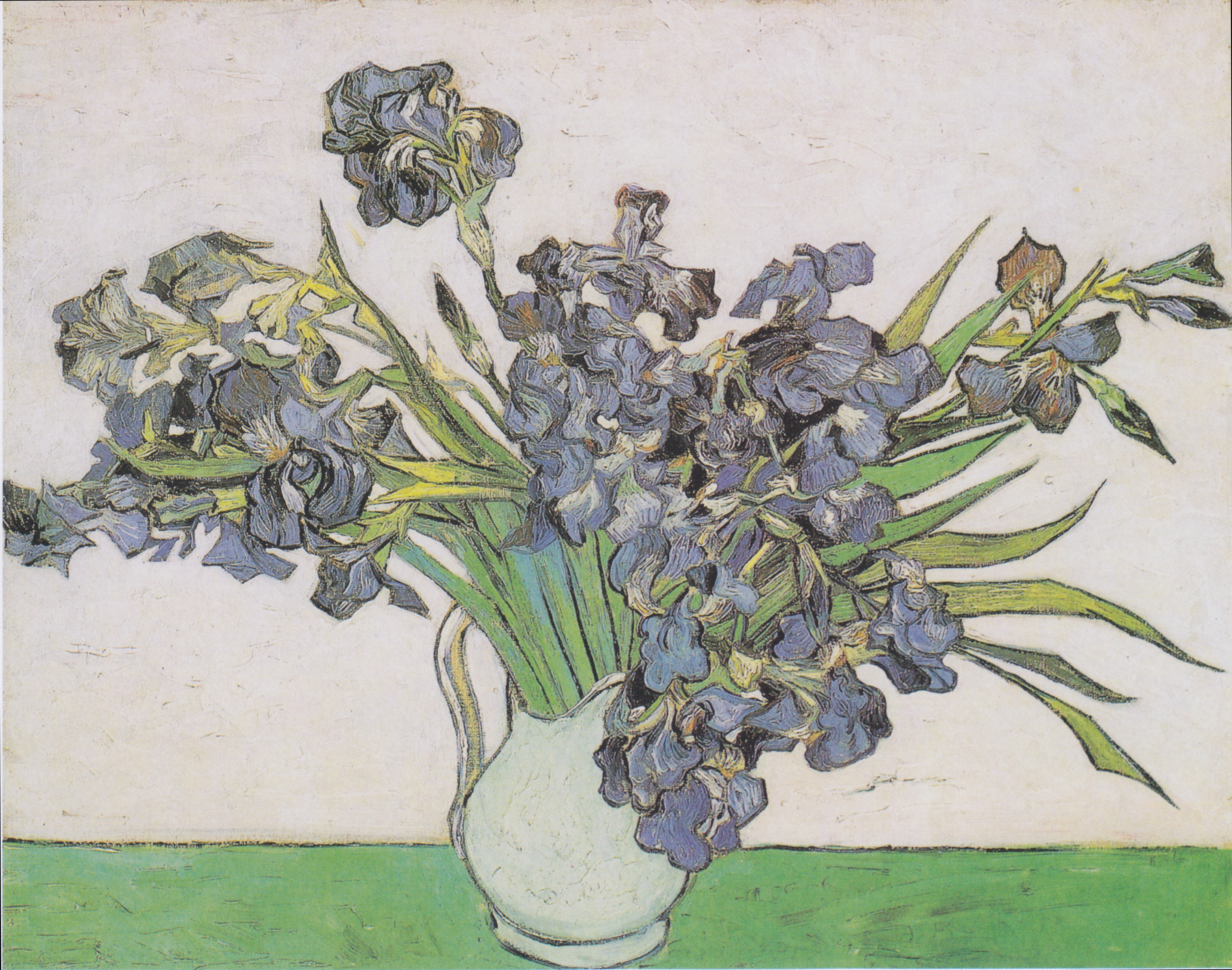
Jarrón con iris, 1890, Vincent Van Gogh.

En esta serie de obras sobre flores (Jarrón con aciano y amapolas, Jarrón con rosas, Jarrón japonés con rosas y anémonas) se perciben los influjos de las estampas japonesas, tema que le atrajo durante gran parte de su carrera artística y muy de moda entre la sociedad de su época, lo que le lleva a eliminar las sombras y ocupar gran parte del cuadro con densas flores y sus gruesos tallos.